# Маша и Медведь: 12 месяцев
«Маша и Медведь: 12 месяцев» — мультфильм студии Animaccord. Длительность проекта составляет 46 минут (22-минутная серия, что беспрецедентно для мультсериала, + 3 новые истории о Маше и Медведе стандартной длительности). Все серии драматургически переплетены между собой.
Фильм вышел в прокат 15 декабря 2022 года. А 7 января 2023 года фильм вышел в онлайн-кинотеатре «Кинопоиск».

## Сюжет
В новогоднюю ночь возможны любые чудеса! Можно даже встретить волшебных хранителей природы — 12 месяцев, которые собираются вместе лишь раз в году. Именно так Маша и знакомится с маленьким Январём, Повелителем Льда, пока Медведь и другие лесные жители готовятся к незабываемому празднику.

## В ролях
- Юлия Зуникова — Маша
- Борис Кутневич — Медведь
- Артем Божутин — Январь
- Лариса Брохман — Декабрь
- Диомид Виноградов, Юлия Яблонская — месяцы
- Никита Семёнов-Прозоровский — рассказчик

## Производство
Выход проекта о Маше и Медведе в кинотеатральный прокат был неизбежен благодаря феноменальным успехам мультсериала «Маша и Медведь» в России и мире (Parrot Analytics, 2022). «Маша и Медведь» внесена в Книгу рекордов Гиннеса как самый просматриваемый анимационный фильм на YouTube. Его просматривали более 125 млрд раз. Проект удостоен 54 наград YouTube Creator Awards, среди которых 6 бриллиантовых кнопок. Сериал транслируется на телевидении по всему миру крупнейшими медиа-платформами.

## Маркетинг
Трейлер фильма был опубликован в интернете в начале ноября 2022 года.

На официальных аккаунтах появился трейлер… И там все в традиционном ключе топ-серии — ярко, энергично, задорно, с большими ясными глазами. Сам фильм — оригинальное современное прочтение известного сюжета о двенадцати месяцах. Зрителей ждет захватывающее сказочное приключение, полное чудес, юмора, музыки и песен, которое объединит у большого экрана разные поколения и погрузит в атмосферу Нового года, обещают создатели. И нет никаких поводов им не верить.— Российская газета

## Прокат
В кинопрокате с 15 декабря 2022 года, мультфильм посмотрели 499 996 зрителей, кассовые сборы составили 108 583 453 рублей ($ 1 690 015).

## Рецензии
- Иветта Невинная - 46 минут веселья: каким получился фильм «Маша и Медведь в кино: 12 месяцев» // News.ru, 14 декабря 2022
- София Маргацкая - Волшебство для самых маленьких: рецензия на мультфильм «Маша и Медведь в кино: 12 месяцев» // KudaGo,